# Jordan Clarkson
Pour les articles homonymes, voir Jordan et Clarkson.
Jordan Taylor Clarkson, né le 7 juin 1992 à Tampa, Floride (États-Unis), est un joueur américano-philippin de basket-ball. Il mesure 1,91 m et évolue au poste d'arrière voire de meneur.

## Biographie

### Carrière universitaire
En 2010, il rejoint les Golden Hurricane de Tulsa en NCAA.
En mai 2012, il est transféré chez les Tigers du Missouri.
Le 31 mars 2014, il annonce qu'il se présente à la draft 2014 de la NBA.

### Carrière professionnelle

#### Lakers de Los Angeles (2014-2018)
Le 26 juin 2014, Clarkson est choisi en 46e place par les Wizards de Washington lors de la draft 2014 de la NBA. Le soir de la draft, il est transféré aux Lakers de Los Angeles. En juillet 2014, il participe à la NBA Summer League. Le 25 août, il signe avec les Lakers. Durant sa saison rookie, il est envoyé plusieurs fois en NBA Development League au sein des D-Fenders de Los Angeles et ne joue pas pour les Lakers pour la majorité de la première partie de saison. Toutefois, il est titularisé 38 fois avec les Lakers, principalement au poste de meneur, et a des moyennes de 15,8 points, 5,0 passes décisives et 4,2 rebonds lorsqu'il est titulaire. Le 24 mars 2015, il réalise son meilleur match de la saison en marquant trente points et distribuant sept passes décisives lors de la défaite chez le Thunder d'Oklahoma City. Titulaire aux côtés de Jeremy Lin, le duo devient la première ligne arrière asie-américaine de l'histoire de la ligue. Le 30 mars et 1er avril, Clarkson réalise deux double-doubles consécutivement. À la fin de la saison, il est nommé dans le meilleur cinq majeur des rookies. Sur les trente dernières années, ils sont seulement quatre second tour de draft à être nommé dans le meilleur cinq en fin de saison.
Le 3 novembre 2015, Clarkson marque trente points, son record personnel, pour la deuxième fois de sa carrière lors de la défaite chez les Nuggets de Denver. Le 12 février 2016, Clarkson joue pour la Team USA lors du Rising Stars Challenge, où il termine avec 25 points, 5 rebonds, 5 passes décisives et 4 interceptions lors de la victoire contre la Team World.
Le 7 juillet 2016, Clarkson re-signe avec les Lakers un contrat de 50 millions de dollars sur quatre ans.

#### Cavaliers de Cleveland (2018-2019)
Le 8 février 2018, il est échangé aux Cavaliers de Cleveland avec Larry Nance, Jr. contre Isaiah Thomas, Channing Frye et le premier tour de draft 2018 (protégé) des Cavaliers.
Il est champion 2018 de la Conférence Est de la NBA avec les Cavaliers de Cleveland.

#### Jazz de l'Utah (2019-2025)
Le 23 décembre 2019, il est envoyé au Jazz de l'Utah contre Dante Exum et deux seconds tours de draft.
À l'intersaison 2020, il re-signe avec le Jazz pour un contrat de 52 millions sur quatre ans. À la fin de la saison régulière 2020-2021, il est nommé Sixth Man of the Year.
Il prolonge avec le Jazz en juillet 2023 pour trois ans et 55 millions de dollars.
Clarkson est coupé pendant l'été 2025 par le Jazz et devient agent libre.

#### Knicks de New York (depuis 2025)
Clarkson rejoint les Knicks de New York pour la saison 2025-2026 et 3,6 millions de dollars.

## Clubs successifs
- 2010-2012 :  Golden Hurricane de Tulsa (NCAA)
- 2013-2014 :  Tigers du Missouri (NCAA)
- 2014-2018 :  Lakers de Los Angeles (NBA)
  - 2014-2015 :  D-Fenders de Los Angeles (D-League)
- 2018-2019 :  Cavaliers de Cleveland (NBA)
- 2019-2025 :  Jazz de l'Utah (NBA)
- Depuis 2025 :  Knicks de New York (NBA)

## Palmarès

### Universitaire
- C-USA All-Freshman Team (2011)
- First-team All-C-USA (2012)
- Second-team All-SEC (2014)

### NBA
Distinctions personnelles
- NBA All-Rookie First Team (2015)
- NBA Sixth Man of the Year Award (2021)
- Premier joueur de l’histoire du Jazz de l’Utah à être élu NBA Sixth Man of the Year

## Statistiques

### Universitaires
Les statistiques en matchs universitaires de Jordan Clarkson sont les suivantes :
| Saison    | Équipe   | Matchs | Titul. | Min./m | % Tir | % 3pts | % LF | Rbds/m. | Pass/m. | Int/m. | Ctr/m. | Pts/m. |
| --------- | -------- | ------ | ------ | ------ | ----- | ------ | ---- | ------- | ------- | ------ | ------ | ------ |
| 2010-2011 | Tulsa    | 27     | 8      | 24,9   | 43,3  | 30,3   | 79,3 | 2,07    | 1,89    | 0,74   | 0,11   | 11,48  |
| 2011-2012 | Tulsa    | 31     | 31     | 33,9   | 43,5  | 37,4   | 78,4 | 3,90    | 2,55    | 0,94   | 0,55   | 16,48  |
| 2013-2014 | Missouri | 35     | 35     | 35,1   | 44,8  | 28,1   | 83,1 | 3,83    | 3,37    | 1,09   | 0,17   | 17,49  |
| Total     | Total    | 93     | 74     | 31,8   | 44,0  | 32,2   | 80,5 | 3,34    | 2,67    | 0,94   | 0,28   | 15,41  |

### Professionnelles

#### Saison régulière NBA
| Sixième homme de l'année |

| Saison    | Équipe       | Matchs | Titul. | Min./m | % Tir | % 3pts | % LF | Rbds/m. | Pass/m. | Int/m. | Ctr/m. | Pts/m. |
| --------- | ------------ | ------ | ------ | ------ | ----- | ------ | ---- | ------- | ------- | ------ | ------ | ------ |
| 2014-2015 | L. A. Lakers | 59     | 38     | 25,0   | 44,8  | 31,4   | 82,9 | 3,24    | 3,49    | 0,86   | 0,20   | 11,92  |
| 2015-2016 | L. A. Lakers | 79     | 79     | 32,3   | 43,3  | 34,7   | 80,4 | 3,96    | 2,43    | 1,11   | 0,09   | 15,51  |
| 2016-2017 | L. A. Lakers | 82     | 19     | 29,2   | 44,6  | 32,9   | 79,8 | 2,99    | 2,60    | 1,09   | 0,11   | 14,67  |
| 2017-2018 | L. A. Lakers | 53     | 2      | 23,7   | 44,8  | 40,7   | 79,5 | 3,00    | 3,30    | 0,70   | 0,10   | 14,50  |
| 2017-2018 | Cleveland    | 28     | 0      | 22,6   | 45,6  | 31,4   | 81,0 | 2,10    | 1,70    | 0,70   | 0,10   | 12,60  |
| 2018-2019 | Cleveland    | 81     | 0      | 27,3   | 44,8  | 32,4   | 84,4 | 3,30    | 2,40    | 0,70   | 0,20   | 16,80  |
| 2019-2020 | Cleveland    | 29     | 0      | 23,0   | 44,2  | 37,1   | 88,4 | 2,40    | 2,40    | 0,60   | 0,30   | 14,60  |
| 2019-2020 | Utah         | 42     | 2      | 24,7   | 46,2  | 36,6   | 78,5 | 2,80    | 1,60    | 0,70   | 0,20   | 15,60  |
| 2020-2021 | Utah         | 68     | 1      | 26,7   | 42,5  | 34,7   | 89,6 | 4,00    | 2,50    | 0,90   | 0,10   | 18,40  |
| 2021-2022 | Utah         | 79     | 1      | 27,1   | 41,9  | 31,8   | 82,8 | 3,50    | 2,50    | 0,80   | 0,20   | 16,00  |
| 2022-2023 | Utah         | 61     | 61     | 32,6   | 44,4  | 33,8   | 81,6 | 4,00    | 4,40    | 0,50   | 0,20   | 20,80  |
| 2023-2024 | Utah         | 55     | 19     | 30,6   | 41,3  | 29,4   | 88,1 | 3,40    | 5,00    | 0,60   | 0,10   | 17,10  |
| 2024-2025 | Utah         | 37     | 9      | 26,0   | 40,8  | 36,2   | 76,7 | 3,20    | 3,70    | 0,80   | 0,20   | 16,20  |
| Total     | Total        | 753    | 231    | 27,7   | 43,6  | 33,6   | 82,9 | 3,40    | 2,90    | 0,80   | 0,20   | 16,00  |

Mise à jour le 30 juin 2025

#### Playoffs NBA
| Saison   | Équipe    | Matchs | Titul. | Min./m | % Tir | % 3pts | % LF  | Rbds/m. | Pass/m. | Int/m. | Ctr/m. | Pts/m. |
| -------- | --------- | ------ | ------ | ------ | ----- | ------ | ----- | ------- | ------- | ------ | ------ | ------ |
| 2018     | Cleveland | 19     | 0      | 15,1   | 30,1  | 23,9   | 83,3  | 1,70    | 0,70    | 0,40   | 0,20   | 4,70   |
| 2020     | Utah      | 7      | 0      | 28,6   | 46,4  | 34,7   | 100,0 | 3,40    | 2,10    | 0,90   | 0,00   | 16,70  |
| 2021     | Utah      | 11     | 0      | 27,1   | 40,6  | 35,1   | 96,2  | 3,10    | 1,50    | 0,60   | 0,30   | 17,50  |
| 2022     | Utah      | 6      | 0      | 28,3   | 54,8  | 37,5   | 88,9  | 3,20    | 1,30    | 0,50   | 0,20   | 17,50  |
| Carrière | Carrière  | 43     | 0      | 22,2   | 41,3  | 32,9   | 93,3  | 2,50    | 1,20    | 0,60   | 0,20   | 11,70  |

Mise à jour le 30 avril 2022

#### Saison régulière D-League
| Saison    | Équipe      | Matchs | Titul. | Min./m | % Tir | % 3pts | % LF | Rbds/m. | Pass/m. | Int/m. | Ctr/m. | Pts/m. |
| --------- | ----------- | ------ | ------ | ------ | ----- | ------ | ---- | ------- | ------- | ------ | ------ | ------ |
| 2014-2015 | Los Angeles | 5      | 5      | 36,0   | 50,0  | 22,2   | 81,0 | 5,00    | 7,80    | 0,80   | 0,20   | 22,60  |
| Total     | Total       | 5      | 5      | 36,0   | 50,0  | 22,2   | 81,0 | 5,00    | 7,80    | 0,80   | 0,20   | 22,60  |

## Records sur une rencontre en NBA
Les records personnels de Jordan Clarkson en NBA sont les suivants, :
| Type de statistique        | Saison régulière | Saison régulière          | Saison régulière | Playoffs | Playoffs                | Playoffs      |
| Type de statistique        | Record           | Adversaire                | Date             | Record   | Adversaire              | Date          |
| -------------------------- | ---------------- | ------------------------- | ---------------- | -------- | ----------------------- | ------------- |
| Points                     | 45               | Kings de Sacramento       | 12 mars 2022     | 26       | @ Nuggets de Denver     | 19 août 2020  |
| Paniers marqués            | 16               | 3 fois                    | 3 fois           | 9        | 6 fois                  | 6 fois        |
| Paniers tentés             | 34               | Nets de Brooklyn          | 13 février 2019  | 20       | Grizzlies de Memphis    | 2 juin 2021   |
| Paniers à 3 points réussis | 8                | 2 fois                    | 2 fois           | 6        | 2 fois                  | 2 fois        |
| Paniers à 3 points tentés  | 17               | Nets de Brooklyn          | 13 février 2019  | 14       | Clippers de Los Angeles | 8 juin 2021   |
| Lancers francs réussis     | 12               | Mavericks de Dallas       | 6 février 2023   | 7        | Grizzlies de Memphis    | 26 mai 2021   |
| Lancers francs tentés      | 15               | Mavericks de Dallas       | 6 février 2023   | 7        | Grizzlies de Memphis    | 26 mai 2021   |
| Rebonds offensifs          | 5                | Rockets de Houston        | 24 novembre 2018 | 4        | Mavericks de Dallas     | 28 avril 2022 |
| Rebonds défensifs          | 10               | 2 fois                    | 2 fois           | 6        | @ Grizzlies de Memphis  | 31 mai 2021   |
| Rebonds totaux             | 12               | 2 fois                    | 2 fois           | 6        | 3 fois                  | 3 fois        |
| Passes décisives           | 12               | @ Thunder d'Oklahoma City | 5 mars 2023      | 4        | 2 fois                  | 2 fois        |
| Interceptions              | 5                | 4 fois                    | 4 fois           | 2        | 6 fois                  | 6 fois        |
| Contres                    | 3                | @ Thunder d'Oklahoma City | 24 mars 2015     | 2        | Grizzlies de Memphis    | 23 mai 2021   |
| Balles perdues             | 7                | 4 fois                    | 4 fois           | 4        | 3 fois                  | 3 fois        |
| Minutes jouées             | 48               | Nets de Brooklyn          | 13 février 2019  | 39       | @ Nuggets de Denver     | 17 août 2020  |

- Double-double : 13
- Triple-double : 1

Dernière mise à jour : 4 mars 2024

## Salaires
| Année       | Équipe                 | Salaire      |
| ----------- | ---------------------- | ------------ |
| 2014-2015   | Lakers de Los Angeles  | 507 336 $    |
| 2015-2016   | Lakers de Los Angeles  | 845 059 $    |
| 2016-2017   | Lakers de Los Angeles  | 12 500 000 $ |
| 2017-2018   | Cavaliers de Cleveland | 11 562 500 $ |
| 2018-2019   | Cavaliers de Cleveland | 12 500 000 $ |
| 2019-2020   | Jazz de l'Utah         | 13 437 500 $ |
| 2020-2021   | Jazz de l'Utah         | 11 500 000 $ |
| 2021-2022   | Jazz de l'Utah         | 12 420 000 $ |
| 2022-2023   | Jazz de l'Utah         | 13 340 000 $ |
| Total Gains | Total Gains            | 88 612 395 $ |
| 2023-2024   | Jazz de l'Utah         | 23 487 629 $ |
| 2024-2025   | Jazz de l'Utah         | 14 092 577 $ |
| 2025-2026   | Jazz de l'Utah         | 14 285 714 $ |